# NGC 43
NGC 43 és una galàxia lenticular a la constel·lació d'Andròmeda. Va ser descoberta per John Herschel l'any 1827.